# 小泉恵未
小泉 恵未（こいずみ えみ、11月12日 - ）は、日本のフリーアナウンサー。元東京メトロポリタンテレビジョン社員（報道センター記者・アナウンサー）。東京都出身。身長161cm。愛称は「コエミ」。

## 略歴・人物
頌栄女子学院中学校・高等学校を経て聖心女子大学文学部に進学。在学中はフジテレビのインターネット番組『お台場Lip's』に出演していた過去がある。大学卒業後の2003年、東京メトロポリタンテレビジョン（TOKYO MX）にアナウンサーとして入社。
入社2年目から『TOKYOモーニングサプリ』（当初火曜日、2007年4月からは月・水・木曜日も）担当。また地上デジタル放送推進大使も務めていた。
趣味はボディボード、スノーボード、ダンス、ピアノ演奏。「車での山道移動と、タバコの煙」が弱点だという。
ベビーシッターの経験があり、乳幼児の扱いが得意。ブログにも良く赤ちゃんが登場している。
2013年1月6日、本人のブログで結婚報告。同年5月いっぱいでTOKYO MXを退社。
2025年4月、慶應義塾大学の大学院に入学したことを報告した。

## 出演番組
- TOKYO MX NEWS
- TOKYOモーニングサプリ（月曜から水曜日担当）
- FC東京ホットライン
- ザ・ゴールデンアワー（火・木曜担当）